# Saison 23 de Détective Conan
 (octobre 2024).
Chronologie
Saison 22 de Détective Conan Saison 24 de Détective Conan
La saison 23 de Détective Conan a été diffusée du 6 janvier 2018 au 22 décembre 2018 (épisode 887 à 926) sur Nippon TV. Elle est composée de 40 épisodes.
Le quarante-sixième opening (épisode 887 à 902) intitulé Everything OK!! est interprété par le groupe japonais Cellchrome. Le quarante-septième opening (épisode 903 à 915) intitulé Countdown est interprété par le groupe Normcore. Le quarante-Huitième opening (épisode 916 à 926) intitulé Timeline est interprété par le groupe Dps.
Le cinquante-sixième ending (épisode 887 à 908) intitulé Kamikaze Express est interprété par les chanteurs de J-pop Takuto et Miyakawa-kun. Le cinquante-septième ending (épisode 909 à 914) intitulé Sadame est interprété par le groupe First Place. Le cinquante-huitième ending (épisode 915 à 926) intitulé Aozolighter est interprété par le groupe Cellchrome.
| No | Titre français                                                                           | Titre japonais                  | Titre japonais                            | Date de 1re diffusion |
| No | Titre français                                                                           | Kanji                           | Rōmaji                                    | Date de 1re diffusion |
| --- | ---------------------------------------------------------------------------------------- | ------------------------------- | ----------------------------------------- | --------------------- |
| 887 | Kid l'Insaisissable et la boîte mécanique - 1re partie (files : 963-965/tome : 91)       | 怪盗キッドの絡繰箱(前編)        | Kaitō Kiddo no Karakuri-bako (Zenpen)     | 6 janvier 2018        |
| 888 | Kid l'Insaisissable et la boîte mécanique - 2e partie (files : 963-965/tome : 91)        | 怪盗キッドの絡繰箱(後編)        | Kaitō Kiddo no Karakuri-bakoe (Kōhen)     | 13 janvier 2018       |
| Après la mort de son époux, une riche femme revient vers le conseiller Suzuki. Elle veut ouvrir une boîte élaborée par le maître des pièges et mécanismes, Kichiemon Samizu. Dedans se trouverait une pierre de Lune gigantesque. Le code pour l’ouvrir serait cacher dans un des 10 000 livres du défunt, offert au conseiller. Ce dernier, pour ouvrir la boîte, a mis au défi Kaito Kid de voler le bijou. Mais ce n’est pas ce bijou que veut récupérer la veuve.        |                                                                                          |                                 |                                           |                       |
| 889 | La Nouvelle Maîtresse et le squelette - 1re partie (files : 966-968/tome : 91)           | 新教頭の骸骨事件(前編)          | Shin Kyōtō no Gaikotsu Jiken (Zenpen)     | 20 janvier 2018       |
| 890 | La Nouvelle Maîtresse et le squelette - 2e partie (files : 966-968/tome : 91)            | 新教頭の骸骨事件(後編)          | Shin Kyōtō no Gaikotsu Jiken (Kōhen)      | 27 janvier 2018       |
| Pour aider l’institutrice de la classe de Conan, une nouvelle assistante est embauchée. Un peu peureuse, timide et maladroite, elle demande de l’aide à la bande de Conan pour explorer une réserve. Là, Conan découvre un squelette ; les restes vieux de 10 ans d’un homme. Dans sa main droite, il tient une bande paraphée de signe kanji, qui fait remonter de vieux souvenir. Conan comprend que c’est un code à déchiffrer. L’assistante semble choyer un double-jeu. |                                                                                          |                                 |                                           |                       |
| 891 | Le Mystérieux Tour Bakumatsu-Ishin - Yamaguchi                                           | 幕末維新ミステリーツア (山口編) | Bakumatsu ishin misuterī tsuā (Yamaguchi) | 3 février 2018        |
| 892 | Le Mystérieux Tour Bakumatsu-Ishin - Hagi                                                | 幕末維新ミステリーツア (萩編)   | Bakumatsu ishin misuterī tsuā (Hagi)      | 10 février 2018       |
| Un client de Kogorō le convoque chez lui à 15h pour lui remettre un trésor, mais c’est top secret. Arrivés sur place, Kogorō et la tribu tombe sur une jolie journaliste locale, ce qui n’augure rien de bon. |                                                                                          |                                 |                                           |                       |
| 893 | Le Mystère du restaurant étoilé                                                          | 星付きレストランの謎            | Hoshi tsuki resutoran no nazo             | 24 février 2018       |
| Kogorō, Ran et Conan vont manger un bout dans un resto au bord d’un lac. Une fois sur place, tel le mystère de « la Mary Céleste », navire fantôme du 19e siècle, le restaurant est vide mais avec 5 couverts servis et chaud. Au loin dans le lac, flottent des paires de chaussures. Seul se trouve dans le resto le chef blessé et une feuille codée avec écrit en sang « malédiction ».                                                                                  |                                                                                          |                                 |                                           |                       |
| 894 | Numéro de déduction au restaurant d'à côté - 1re partie (files : 975-977/tome : 92)      | となりの江戸前推理ショー(前編)  | Tonari no Edomae Suiri Shō (Zenpen)       | 3 mars 2018           |
| 895 | Numéro de déduction au restaurant d'à côté - 2e partie (files : 975-977/tome : 92)       | となりの江戸前推理ショー(後編)  | Tonari no Edomae Suiri Shō (Kōhen)        | 10 mars 2018          |
| Kogorō ramasse un ticket PMU d’une valeur de 1 million de yens. Pour fêter ça, la tribu va manger sushi au resto d’à côté. Mais sur place, une femme débarque. Une personne présente dans le resto aurait volé dans le métro sa sacoche avec son ticket gagnant PMU… Ran et Conan commence à suspecter Kogorō ; le serveur borgne, qui est nouveau, semble très perspicace. Un peu trop peut-être.                                                                           |                                                                                          |                                 |                                           |                       |
| 896 | La Femme à la main blanche - 1re partie (files : 978-980/tome : 92)                      | 白い手の女(前編)                | Shiroi te no onna (Zenpen)                | 17 mars 2018          |
| 897 | La Femme à la main blanche - 2e partie (files : 978-980/tome : 92)                       | 白い手の女(後編)                | Shiroi te no onna (Kōhen)                 | 24 mars 2018          |
| Un homme voulant rompre avec sa riche petite-amie prévoit son ultime repas. Mais l’assistante de mme Kobayashi a surpris la conversation. Plus tard, à la suite d'un accident de peinture, elle emmène les détectives juniors chez elle. Là, ils sont témoins d’un meurtre. Si Aï s’attache à cette femme quelque peu maladroite, Conan et d’autres commencent à s’interroger.                                                                                               |                                                                                          |                                 |                                           |                       |
| 898 | Les Gâteaux ont fondu !                                                                  | ケーキが溶けた                  | Kēki ga toketa                            | 7 avril 2018          |
| De bon matin, un peu en avance, Kogorō, Ran et Conan débarquent au café Poirot. Amuro est un as de la cuisine, aussi bien salée que sucrée. D’ailleurs, Conan remarque un petit frigo pour les pâtisseries. Mais comme déjà par le passé, lorsqu’Amuro ouvre le frigo, son gâteau est défiguré. Prologue du film 22. |                                                                                          |                                 |                                           |                       |
| 899 | Les vociférations du véritable assassin                                                  | 真犯人の叫び声                  | Shinhan'nin no sakebigoe                  | 28 avril 2018         |
| Une jeune femme se rend chez une amie lorsqu’elle entend des cris. Elle se précipite dans l’appartement et la trouve allongée au sol, agonisante, la suppliante de s’enfuir. Son bourreau est toujours sur le balcon. Que s’est-il passé chez cette demoiselle ? |                                                                                          |                                 |                                           |                       |
| 900 | Résolution d'énigme à huis clos                                                          | 密室の謎解きショウ              | Misshitsu no nazotoki shō                 | 5 mai 2018            |
| Un homme d’affaires aux méthodes peu orthodoxes demande à Kogorō d’enquêter sur une tentative d’homicide. Kogorō arrive au bout de l’enquête, mais vous allez voir que cette affaire va plus loin que ce qu’elle pourrait laisser penser. |                                                                                          |                                 |                                           |                       |
| 901 | Le SOS de Mme Kisaki - 1re partie (files : 984-986/tome : 93)                            | 妃弁護士SOS(前編)               | Kisaki bengoshi SOS (Zenpen)              | 12 mai 2018           |
| 902 | Le SOS de Mme Kisaki - 2e partie (files : 984-986/tome : 93)                             | 妃弁護士SOS(後編)               | Kisaki bengoshi SOS (Kōhen)               | 19 mai 2018           |
| Eri est en danger ! À son cabinet, alors qu’elle s’apprêtait à aller au cinéma avec Conan, Ran et Kogorō, des malfrats sont venus l’enlever. Si elle ne sait pas où elle est, elle a réussi à se cacher dans la planque de ses ravisseurs. C’est désormais par tchat qu’elle communique avec Ran. Cependant, Shinichi Kudō oublie son rôle de Conan Edogawa. |                                                                                          |                                 |                                           |                       |
| 903 | Deux êtres semblables en perpétuel désaccord                                             | 似た者同士が犬猿の仲            | Nitamono dōshi ga ken'en no naka          | 26 mai 2018           |
| Dans un resto, deux hommes qui se ressemblent passent leur temps à se courroucer, depuis plus d’un an. Un jour, l’un d’eux est retrouvé mort, empoisonné au cyanure. |                                                                                          |                                 |                                           |                       |
| 904 | Deux cadavres et une seule vérité                                                        | 相討ちの果て                    | Aiuchi no hate                            | 16 juin 2018          |
| Les détectives Boys jouent une partie de foot quand la balle échappe à Genta. Il va la récupérer chez le voisin mais personne ne répond et pire, par la fenêtre, il voit un homme planté par un pic à glace. À l’intérieur, Conan découvre un 2e cadavre. |                                                                                          |                                 |                                           |                       |
| 905 | Un témoignage livré sept ans plus tard - 1re partie                                      | 七年後の目撃証言(前編)          | Nana-nen-go no mokugeki shōgen (Zenpen)   | 23 juin 2018          |
| 906 | Un témoignage livré sept ans plus tard - 2e partie                                       | 七年後の目撃証言(後編)          | Nana-nen-go no mokugeki shōgen (Kōhen)    | 30 juin 2018          |
| Alors qu’elle joue, une petite fille est témoin d’un meurtre commis par deux hommes masqués de super-héros. 7 ans plus tard, alors que la désormais adolescente reçoit chez elle - une maison d’hôtes -, un des clients lui fait remémorer ce terrible instant de sa vie. Près de chez elle, un meurtre lié à ce super-héros à lieux. |                                                                                          |                                 |                                           |                       |
| 907 | L'ange gardien de la J. League                                                           | Jリーグの用心棒                 | J rīgu no yōjinbō                         | 14 juillet 2018       |
| Des hommes tentent de faire échouer un match des Tokyo Spirits en le truquant. Heureusement, un fan est présent et va veiller sur ses idoles. |                                                                                          |                                 |                                           |                       |
| 908 | Une amitié emportée par une rivière                                                      | 川床に流れた友情                | Kawadoko ni nagareta yūjō                 | 21 juillet 2018       |
| Un trio de jeunes filles vont passer une après-midi dans un refuge de bonne onde. Mais au cours du repas, l’une d’elles est retrouvée morte dans la rivière qui borde la zone repas et détente. Triste affaire quand on sait qu’elle voulait ardemment se réconcilier. |                                                                                          |                                 |                                           |                       |
| 909 | Le Mystère de la tente enflammée - 1re partie (files : 987-989/tome : 93)                | 燃えるテントの怪(前編)          | Moeru tento no kai (Zenpen)               | 28 juillet 2018       |
| 910 | Le Mystère de la tente enflammée - 2e partie (files : 987-989/tome : 93)                 | 燃えるテントの怪(後編)          | Moeru tento no kai (Kōhen)                | 4 août 2018           |
| Le nouveau commissaire, le chef Kuroda, à l’air de s’intéresser à la mort de Kōji Haneda (Cf. 861-62) mais également à la nouvelle assistante d’éducation de Conan, Mlle Wakasa. Ça tombe bien, l’agent Shitatori vient de conseiller au chef de partir dans le camping où celle-ci se rend avec les enfants en remplacement du professeur Agasa. Un duel terrifiant. Suspicieux.                                                                                            |                                                                                          |                                 |                                           |                       |
| 911 | La supplique de l’inspecteur Megure                                                      | 目暮警部からの依頼              | Maigret keibu kara no irai                | 1er septembre 2018    |
| L’inspecteur Megure est dans une impasse. À la suite d'un assassinat, Megure a trouvé le coupable. Mais alors que celui-ci refusait de parler, il se trouve soudainement un alibi : il était en cambriolage. Megure vient réclamer l’aide de Kogorō l’endormi pour expliquer ce don d’ubiquité. |                                                                                          |                                 |                                           |                       |
| 912 | Les Detective Boys, modèles d'une toile                                                  | モデルになった探偵団            | Moderu ni natta tantei-dan                | 8 septembre 2018      |
| L’agent Takagi appel Conan. Il doit venir témoigner avec les détectives juniors pour confirmer l’alibi d’un peintre qui s’est servi d’eux comme modèle la veille. |                                                                                          |                                 |                                           |                       |
| 913 | Le Kidnapping de Conan - 1re partie                                                      | 連れ去られたコナン(前編)        | Tsuresarareta Konan (Zenpen)              | 15 septembre 2018     |
| 914 | Le Kidnapping de Conan - 2e partie                                                       | 連れ去られたコナン(後編)        | Tsuresarareta Konan (Kōhen)               | 22 septembre 2018     |
| Dans une affaire de vol en bijouterie, la police et des forces spéciales s’apprêtent à arrêter un des voleurs en fuite. Au moment où Conan se lance dans un « Kogorō l’endormi », une explosion le place à la merci du voleur qui l’enlève. La police est sur ses traces pendant qu’il révise sa copie. |                                                                                          |                                 |                                           |                       |
| 915 | Sonoko Suzuki, la détective lycéenne                                                     | JK探偵鈴木園子                  | Jēkē Tantei Suzuki Sonoko                 | 29 septembre 2018     |
| Sonoko, à l’aide de jumelles, observe la Voie Lactée. Lassée, elle regarde chez les voisins et assiste au vol d’une bague d’un cadavre. D’abord choquée, elle estime que cette affaire est du ressort de la grande détective lycéenne qu’elle est, enfin presque. |                                                                                          |                                 |                                           |                       |
| 916 | Amour, déductions et tournoi de Kendo - 1re partie (files : 990-993/tomes : 93-94)       | 恋と推理の剣道大会(前編)        | Koi to Suiri no Kendō Taikai (Zenpen)     | 6 octobre 2018        |
| 917 | Amour, déductions et tournoi de Kendo - 2e partie (files : 990-993/tomes : 93-94)        | 恋と推理の剣道大会(後編)        | Koi to Suiri no Kendō Taikai (Kōhen)      | 13 octobre 2018       |
| Au tournoi interrégional de kendo (Cf. 203), Heiji tente de gagner la compétition pour déclarer sa flamme. Il doit battre, entre autres, le champion de Kyoto qui se trouve être son principal rival et la doublure parfaite de Shinichi. Et Ran l’a bien remarqué. Cependant, un arbitre s’est fait trancher la carotide en arrière-cour, ce qui peut remettre en question le tournoi. La fille qui prétend être la fiancée de Heiji rôde dans les parages.                 |                                                                                          |                                 |                                           |                       |
| 918 | Course poursuite en mini-voiture de patrouille !                                         | ミニパトポリス大追跡            | Minipato Porisu Daitsuiseki               | 27 octobre 2018       |
| En patrouille dans leur mini-voiture de police, nos deux policières, Yumi et Naoko, s’ennuient à en mourir. Soudainement, Conan, Ayumi et Mitsuhiko débarquent. Genta vient de se faire enlever. La course-poursuite est déclenchée. |                                                                                          |                                 |                                           |                       |
| 919 | La réunion secrète du trio de lycéennes au café - 1re partie (files : 994-996/tome : 94) | JKトリオ秘密のカフェ（前編)     | Jēkē Torio Himitsu no Kafe (Zenpen)       | 3 novembre 2018       |
| 920 | La réunion secrète du trio de lycéennes au café - 2e partie (files : 994-996/tome : 94)  | JKトリオ秘密のカフェ（後編)     | Jēkē Torio Himitsu no Kafe (Kōhen)        | 10 novembre 2018      |
| Ran est bizarre. De manière suspecte, elle quitte précipitamment l’agence pour ne rentrer que le soir. Kogorō et Conan décident de la suivre jusqu’à un café. Un serveur tortionnaire et arrogant se fait assassiner, mais Conan se laisse emporter par ses émotions et troublé, a du mal à venir à bout de l’enquête. Masumi le surveille. |                                                                                          |                                 |                                           |                       |
| 921 | Covoiturage fatal                                                                        | 殺意のあいのり                  | Satsui no Ainori                          | 17 novembre 2018      |
| En pleine montagne, la voiture louée de Kogorō tombe en panne. Un groupe d’étudiants acceptent de les prendre en charge jusqu’à la ville la plus proche. Ces étudiants qui vont fêter le prix de leur prof, ont la particularité de tous le détester et de souhaiter sa disparition. Arrivés en ville, leur souhait est exaucé. |                                                                                          |                                 |                                           |                       |
| 922 | Les Detective Boys ont disparu                                                           | 消えた少年探偵団                | Kieta Shōnen Tantei-Dan                   | 24 novembre 2018      |
| Alors qu’ils étaient à un tournage public de Masked Yaiba, les détectives juniors se réveillent dans une pièce sombre, sans Conan, avec un homme qui leur paraissait louche. |                                                                                          |                                 |                                           |                       |
| 923 | Un jour sans Conan                                                                       | コナンのいない日                | Konan no Inai Hi                          | 1er décembre 2018     |
| Kogorō vient de gagner un séjour en auberge. Il embarque avec lui Conan. Les détectives juniors décident de veiller sur une vieille femme. Ils sont amener à suivre un type louche et finissent par tomber sur un cadavre. Sans Conan, les détectives juniors décident de se prouver qu’ils peuvent résoudre seuls une affaire. |                                                                                          |                                 |                                           |                       |
| 924 | Soleil couchant sur un champ de mandarines                                               | みかん畑に陽は沈む              | Mikanhatake ni Hi wa Shizumu              | 8 décembre 2018       |
| Ran, Sonoko et Conan se rendent dans un champ de mandarine pour cueillir à la source ces fruits peu caloriques. Arrivés au soir, nos 3 amis croient voir le patron venir les chercher mais celui-ci tombe du monorail. |                                                                                          |                                 |                                           |                       |
| 925 | Un précieux strap en peluche - 1re partie (files : 997-999/tome : 94)                    | 心のこもったストラップ（前編)   | Kokoro no komotta sutorappu (Zenpen)      | 15 décembre 2018      |
| 926 | Un précieux strap en peluche - 2e partie (files : 997-999/tome : 94)                     | 心のこもったストラップ（後編)   | Kokoro no komotta sutorappu (Kōhen)       | 22 décembre 2018      |
| Lors d’un match de foot entre Big Osaka et les Tokyo Spirits, Conan demande de l’antidote à Aï pour se rendre au voyage de fin d’étude. Mais vu les précédents, Ai refuse. Alors que les Big Osaka ont perdu le match, Aï se rend compte qu’elle a perdu sa peluche de téléphone tenue par son idole absolue Higo. À terre, Conan voit là un moyen d’arriver à ses fins. |                                                                                          |                                 |                                           |                       |